# الإنحاء

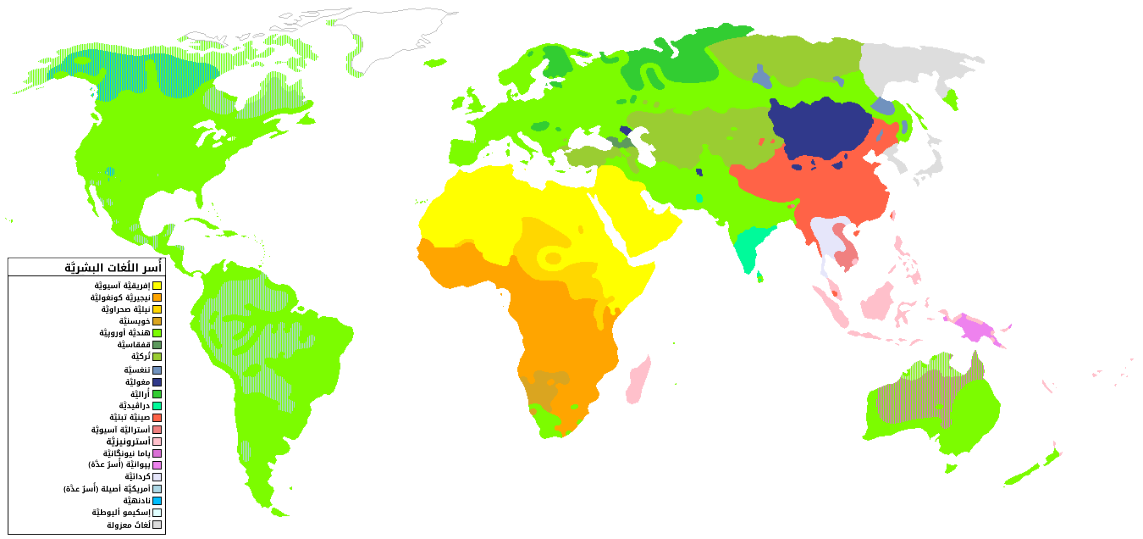

الإنحاء أو الانتحاءأو إضفاء النَّحْوِيةأو التقعيدهي عملية تغير لغوي تتحول فيها الكلمات التي تمثل أجساماً أو أحداثاً إلى علامات نحوية (كأحرف الجر أو الأفعال المساعدة أو غير ذلك)، وبذلك فهي تكون آلية لإنشاء كلمات جديدة في اللغة مثلما تنشأ الكلمات من تصاريف الأفعال. على سبيل المثال، الفعل المساعد (will) باللغة الإنجليزية والذي كان في الأصل فعلاً بمعنى يريد أو يتمنى ثم تحول إلى شكله الحالي الذي يدل على المستقبل.
لفهم العملية، يجب التمييز بين العناصر المعجمية (Lexical items) أو الكلمات التي تحمل معنى معجميًا محددًا والعناصر النحوية أو الأدوات اللغوية الوظيفية ذات المعنى الناقص أو المنعدم، والتي تعمل على التعبير عن العلاقات النحوية بين كلمات مختلفة في الكلام. يُعرف الإنحاء على أنه «التغيير الذي بموجبه تأتي العناصر والتراكيب المعجمية في سياقات لغوية معينة لخدمة الوظائف النحوية، أو للضرورة النحوية فحسب، ثم أن تستمر في تطوير وظائف نحوية جديدة». باختصار، هي عملية تخسر بها كلمة أو مجموعة كلمات ذات معنى لتؤدي وظيفة نحوية صرفة، مثلما حدث مع الكلمة الإنجليزية (will) المذكورة أعلاه وأيضاً من الإنجليزية مثال آخر في كلمة دعنا (let's) والتي اختصرت فيها (us) من (let us) إلى (s) فقط. أما في اللغة العربية، فيصعب إيجاد أمثلة مشابهة بالفصحى، ولكن في اللهجات العربية مثل التونسية تحول الفعل (قاعد) بمعنى (جالس) إلى أداة للإشارة إلى الاستمرارية (واحد قاعد يقول) وكذلك نجد الأمر ذاته في العربية الشرقية كالعراقية والكويتية والإماراتية.

## نبذة تاريخية
تطور مفهوم الإنحاء في القرن التاسع عشر عبر أعمال فرانز بوب (1816) وفيلهلم فون همبولت (1825) وغيرهم. همبولت مثلاً اقترح مبدأ اللغة التطورية قائلاً أن التراكيب النحوية في اللغات كلها تطورت من مرحلة لغوية كانت فيها اللغات لا تتضمن سوى كلمات تشير لأفكار وأشياء عينية محددة، ثم جاءت التراكيب النحوية للتعبير عن الأفكار والأشياء بدقة أكبر. غير أن بعض النحويين الجدد مثل كارل بروغمان يرفضون تقسيم اللغة إلى مراحل لصالح مبدأ الوتيرة الواحدة، حيث يميل أصحاب هذه الآراء إلى فرضيات اللغويين الأقدم.
أما مصطلح الإنحاء بمفهومه الحديث فقد جاء به اللغوي الفرنسي أنتوان مييه عام 1912، وقد عرفه ببساطة بأنه «ربط سمة قواعدية لكلمة كانت مستقلة بذاتها سابقاً». وقد رأى مييه أن القضية لا تتعلق باصل الأنماط النحوية بل بتحوراتها، وهو بذلك قدم مفهوماً لدراسة أخرى في مجال اللغويات حول نشوء الأنماط النحوية.
في السبعينات ومع ازدياد الاهتمام بتحليل الخطاب وبعلم اللغة الكوني، ازداد الاهتمام بالإنحاء، وبرز عمل هام في هذا المجال لكرستيان ليمان (Christian Lehmann) (أفكار حول الإنحاء) عام 1982، وكان عمله يستعرض الأبحاث المتواجدة في هذا المجال منذ البداية وحتى تاريخ كتابته للكتاب. كما قدم ليمان مجموعة من المعاملات في طريقة يُمكن من خلالها قياس التطورية والتزامن قواعدياً.

## الآليات
من الصعب حصر مصطلح الإنحاء بتعريف واحد واضح، غير أن هناك مجموعة من العمليات التي غالباً ما تُربط مع الإنحاء، وهي التبييض الدلالي، الإنقاص الصرفي، التآكل الصوتي والتلزيم (obligatorification).

### التبييض الدلالي
يُمكن تعريف التبييض الدلالي بأنه فقدان الدلالة أو المعنى لكلمة معينة مع حفظ دورها القواعدي. ويصفه جيمس ماتيسوف بأنه "طمس الخصائص الدلالية للتصريف، وتجريده من بعض محتواه الدقيق ليصبح قابلاً للاستخدام بشكل مجرد وكأنه أداة قواعدية. من الأمثلة على التبييض الدلالي، استخدام الفعل پعد باللهجات العامية العربية وفي العبرية كأداة للاستمرارية.

### الإنقاص الصرفي
بعد تبييض الكلمة، وانتقالها من الدلالة المعنوية إلى الدلالة القواعدية، فمن المرجح أن تفقد بعض عناصرها النحوية أو الصرفية والتي كانت خصائصاً لصنفها السابق لكنها لا تمت بصلة لوظيفتها القواعدية ويُعرف هذا بالإنقاص الصرفي. من الأمثلة على ذلك تحول اسم الإشارة (that) إلى اسم موصول وفقدانه لدلالة الجمع التي ينالها عند استخدامه كإسم إشارة للمفرد إلى جانب (those) للجمع، فيقال مثلاً (the things that I know) باستخدام ذات الاداة للمفرد لكن بمعناها هنا كإسم موصول.

### التآكل الصوتي
التآكل الصوتي هي ظاهرة أخرى ترتبط بالإنحاء، حيث تخسر الكلمات بعض المكونات الصوتية أثناء خضوعها للإنحاء. يذكر برند هاين: «حالما تتحول المُفردة إلى علامة فهي تميل إلى التآكل؛ أي أن المكونات الصوتية يُرجح أن تُختزل بحيث تكون أكثر استقلالية ضمن المواد الصوتية المحيطة». وقد تطرق هاين مع زميلته تانيا كوتيفا إلى عدة أصناف من التآكل الصوتي وهي:
1. خسارة مقطع صوتي كامل.
2. خسارة فوق-مقطعية، كالتغير في النغمة.
3. خسارة الاستقلالية الصوتية للموائمة مع الوحدات الصوتية المجاورة.
4. التبسيط الصوتي.

من الأمثلة الإنجليزية على التآكل الصوتي عبارة (أنا ذاهب إلى = I am going to) والتي تختزل إلى (I'm gonna) بل وإلى (I'mma) أو مفردة (لأن = because) والتي تختزل إلى (coz) وكلاهما شائعتان في بعض اللهجات الدارجة. أما في العربية ففي اللهجة العراقية مثلاً (شتسوي = ايش تسوي) بمعنى ماذا تفعل، حيث اختزلت «ايش» التي كانت شائعة في اللهجات العربية القديمة إلى حرف الشين فحسب. أيضاً في اللهجة العمانية (بيمو = بيمهو) وأصلها «بـ ما هو»، أي «بماذا».
لكن من الضروري الانتباه إلى أن التآكل الصوتي لا تنحصر بالإنحاء فحسب بل هي ظاهرة شائعة في التغير اللغوي بشكل عام ومن الخطأ حصرها بالإنحاء.

### التلزيم
يحدث التلزيم عندما يكون استخدام تراكيب لغوية معينة أكثر إلزامية عند حدوث الإنحاء. أي أن حرية مستخدم اللغة تصبح أقل في حال وجود الإنحاء. حيث ترتبط الكلمات التي تتعرض للإنحاء لنماذج معينة من الاستخدام وتتقيد بها تدريجياً مع الزمن وتصبح ملزمة بها.